# Schismatoglottis retinervia
Schismatoglottis retinervia là một loài thực vật có hoa trong họ Ráy (Araceae). Loài này được Furtado miêu tả khoa học đầu tiên năm 1935.